# Jeanne Henriette Rath
Pour les articles homonymes, voir Rath.
Jeanne Henriette Rath, également connue sous le nom d’Henriette Rath, née à Genève le 12 mai 1773 et morte dans la même ville le 24 novembre 1856, est une portraitiste, artiste peintre, miniaturiste et une émailleuse suisse. Avec sa sœur, elle fonde le musée Rath.

## Biographie

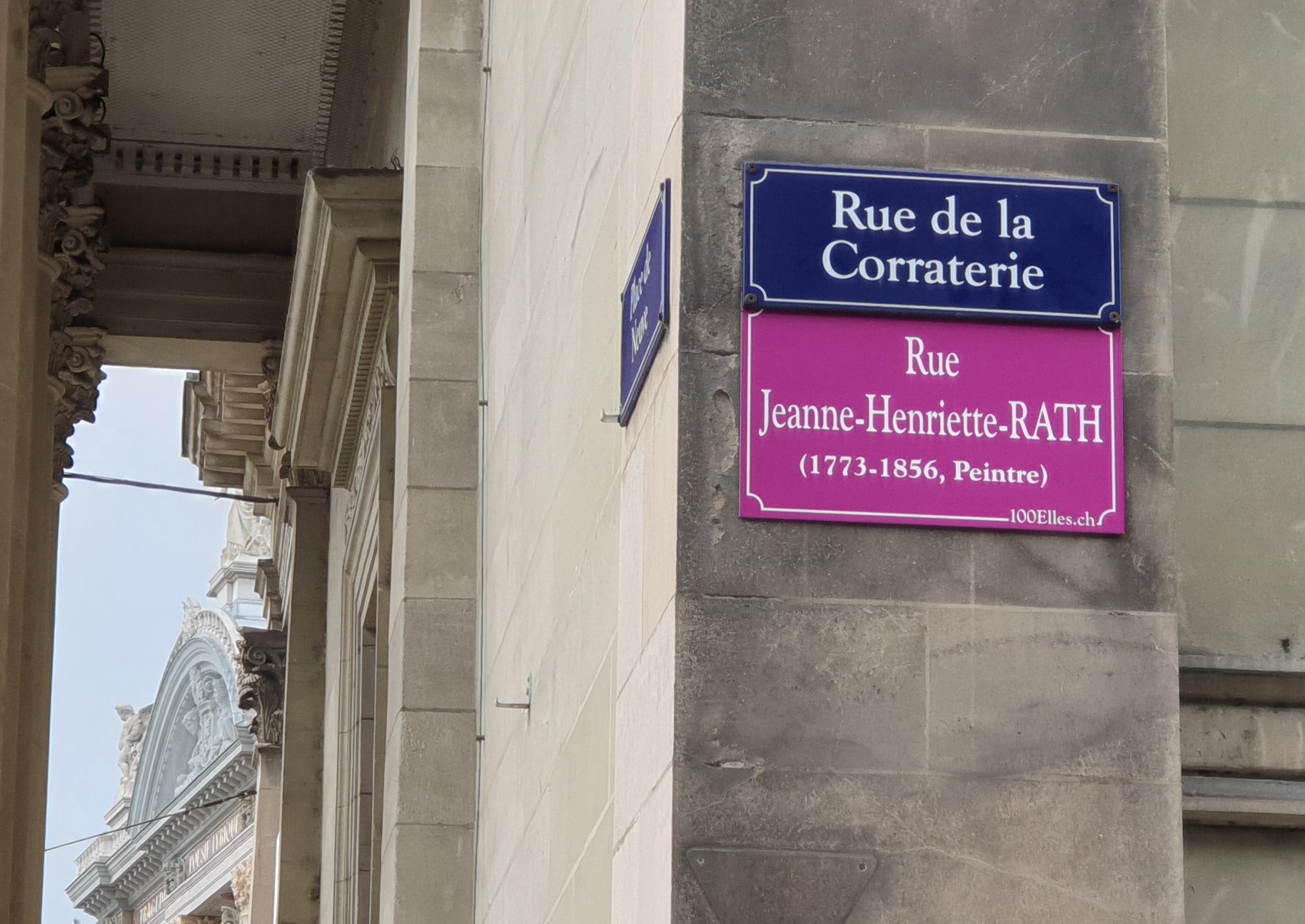
Plaque de rue temporaire - initiative 100elles.ch - Rue Jeanne-Henriette RATH-Rue de la Corraterie

Henriette Rath est née le 12 mai 1773 à Genève.
Elle est la fille de Jean-Louis, horloger et d'Alexandrine Sarah Rolland. Son frère, le général Simon Rath, lègue à ses sœurs une grande fortune. Jeanne Henriette et Jeanne Françoise Rath font un don à la ville de Genève pour la création du Musée Rath, le premier musée des beaux arts de Suisse qui est inauguré le 31 juillet 1826 et à côté duquel elle habite, avec sa sœur, dès 1830.
En mai 1851, elle s'oppose à ce que le conseil administratif de la ville de Genève prenne l'administration et la direction du Musée car celles-ci doivent rester aux mains de la Société des arts de Genève et leur écrit que ces dispositions sont "complètement opposées à nos intentions primitives".
Inquiète de l'avenir du musée, elle stipule dans son testament une "jouissance des salles du Musée Rath par la société des arts à perpétuité à tant que cette société n'y aurait pas renoncé volontairement" et ajoute "je rappelle la véritable et seule destination de cet établissement consacré par mon intention et ma volonté aux beaux arts, peinture et sculpture sans que ce local puisse être appliqué à d'autres emplois".

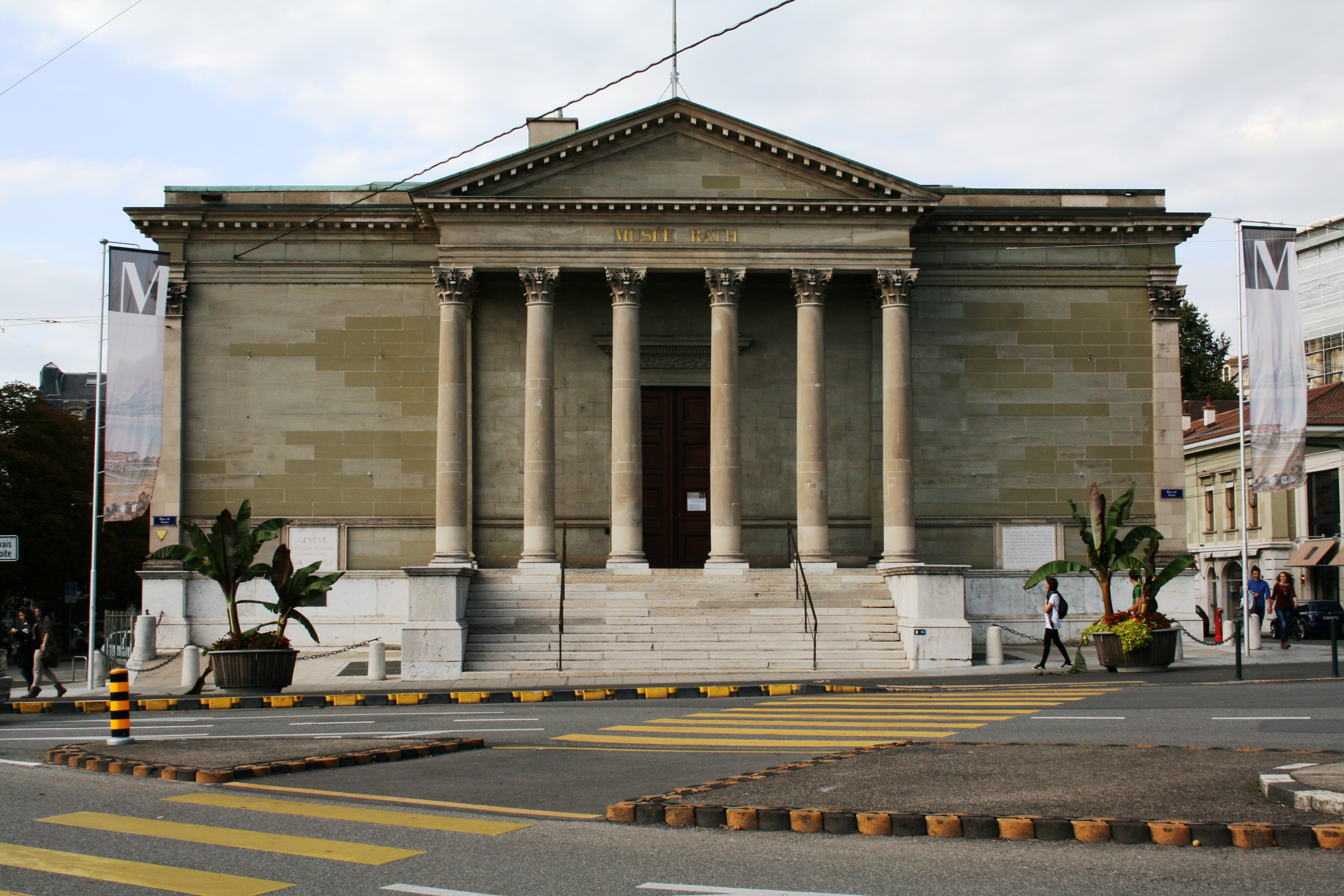
Façade principale du Musée Rath

Elle est morte le 24 novembre 1856 dans sa ville natale.

## Parcours professionnel

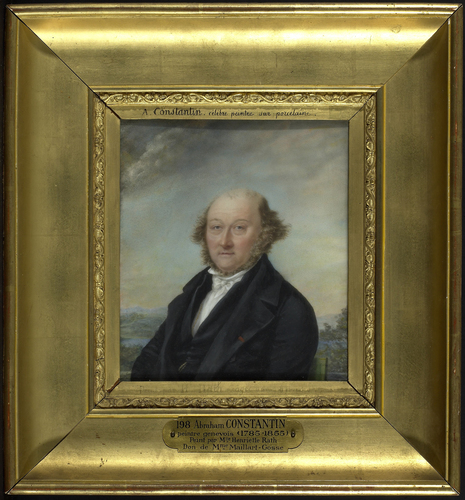
Portrait d'Abraham Constantin

Jeanne Henriette Rath suit des cours de dessin dès l’âge de 16 ans, puis elle est l'élève de Jean-Baptiste Isabey à Paris. Celui-ci la présente auprès de sa clientèle, notamment la famille impériale russe. Dès son retour, elle s'occupe de la surveillance de l'Académie des jeunes filles (école de dessin) de la Société des arts de Genève avec Louise-Françoise Mussard, Elisabeth Terroux et Jeanne-Pernette Schenker-Massot. Elle donne des cours à Adrienne Pauline Bacle. En 1801 elle est la première femme nommée membre honoraire de la Société des arts de Genève. Son talent de miniaturiste (sur ivoire, émail, velin) est reconnu et elle reçoit beaucoup de commandes qui lui permettent d'acquérir une fortune importante. Jules Hébert réalisa son portrait après son décès. Rigaud écrit à son sujet : "Mlle Rath, passionnée par le vrai, s'attacha toujours à reproduire dans ses portraits la nature telle qu'elle la voyait".

## Expositions
- Salon de Paris : 1799, 1801, 1809, 1810, 1844
- Salon de Genève : 1816, 1823, 1826, 1835, 1839, 1843, 1845, 1847, 1851
- Salon de Zurich : 1817, 1847, 1851
- Bordeaux : Musée des arts décoratifs et du design de Bordeaux, 1995 (L'âge d'or du petit portrait)
- Genève : Musée de l'horlogerie, 1995 (L'âge d'or du petit portrait)
- Paris : Musée du Louvre, 1996 (L'âge d'or du petit portrait)

## Collections publiques
Le Musée d'art et d'histoire de Genève possède une dizaine de ses portraits, dont notamment le Portrait de Jean-Baptiste Isabey, le Portrait de Jean-Jacques Rousseau, le Portrait de Jeanne-Françoise Rath et deux autoportraits ,.

## Œuvres dans les collections publiques
- Johann-Heinrich Pestalozzi, Kunsthaus de Zurich
- Anna Feodorovna, Musée d'histoire de Berne
- Portrait d'un homme inconnu, Musée historique de Lausanne
- Officier, Museum Briner und Kern, Winterthur

## Hommage et postérité
En 2019 l'association Escouade fait poser des plaques de rue temporaires à Genève en hommage aux femmes célèbres genevoises. La rue de la Corraterie est renommée temporairement Rue Jeanne-Henriette Rath dans le cadre de l'initiative 100Elles*,.

## Sources
- Article Jeanne Henriette Rath dans le Dictionnaire historique de la Suisse en ligne.
- Ressources relatives aux beaux-arts :   - Artists of the World Online
  - Bénézit
  - Bridgeman Art Library
  - MutualArt
  - National Portrait Gallery
  - RKDartists
  - SIKART
  - Union List of Artist Names
- Notices d'autorité :   - VIAF
  - GND
  - Espagne